# 米爾肖爾鎮區 (北卡羅萊納州梅肯縣)
米爾肖爾鎮區（英語：Millshoal Township）是位於美國北卡羅萊納州梅肯縣的一個鎮區。

## 地方資料
米爾肖爾鎮區的面積為72.00平方千米，皆為陸地。根據2020年美國人口普查的數據，當地共有人口3068人，而人口密度為每平方千米42.61人。